# Cosimo Gomez
Cosimo Gomez (Firenze, 1965) è un regista, scenografo e sceneggiatore italiano.

## Biografia
Si diploma presso l'Istituto statale d'arte di Firenze e, successivamente, presso l'Accademia di belle arti di Roma nella sezione di scenografia.
Come assistente scenografo muove i primi passi nel Cinema e nell’Opera Lirica agli inizi degli anni ’90,  lavorando con grandi maestri quali Ermanno Olmi, Giuliano Montaldo, Franco Zeffirelli e Roberto Benigni.
Dal 2001 inizia a firmare in prima persona la scenografia di film e fiction, ad oggi oltre venti, tra cui importanti coproduzioni televisive internazionali della Rai come La bella e la bestia, Maria di Nazaret e Anna Karenina, e film per il cinema come Ovunque sei di Michele Placido, Il siero della vanità di Alex Infascelli e Anita B. di Roberto Faenza.
Nel 2005 vince il premio Cinearti "La chioma di Berenice" per la scenografia del film Il siero della vanità di Alex Infascelli.
Nel 2012, con un suo soggetto, vince il Premio Solinas - Storie per il cinema. Inizia così il percorso che lo porta ad esordire come autore e regista con il film Brutti e cattivi di cui scrive la sceneggiatura insieme a Luca Infascelli. Il film è stato presentato alla 74ª Mostra internazionale d'arte cinematografica di Venezia nella sezione Orizzonti. È stato candidato a sei premi David di Donatello, tra cui miglior regista esordiente, miglior scenografia, migliori costumi e miglior effetti digitali, a quattro Globi d'oro, tra cui miglior film e migliore opera prima, e a due Nastri d'argento.
Nel 2022 esce nelle sale il suo secondo film Io e Spotty. Il film partecipa al 68° Taormina Film Fest dove vince il 'Premio della giuria popolare' e al Festival 'Extra explore' al MAXXI - Museo nazionale delle arti del XXI secolo, dove vince il premio come miglior film.
Sempre nel 2022 esce sulla piattaforma Netflix il suo terzo lungometraggio Il mio nome è vendetta. Il film, scritto insieme a Sandrone Dazieri e Andrea Nobile, e interpretato da Alessandro Gassmann, nella prima settimana di programmazione risulta il secondo film in lingua non-inglese più visto al mondo, il secondo film più visto in Italia e il quarto film più visto negli Stati Uniti. Il mio nome è vendetta è anche entrato nella Top-ten Film Netflix in 91 paesi al mondo.
Cosimo Gomez è docente di scenografia presso l'Accademia di belle arti di Venezia ed è membro dell'Accademia del Cinema Italiano - David di Donatello e European Film Academy

## Filmografia

### Regia e sceneggiatura
- Brutti e cattivi (2017)
- Io e Spotty (2022)
- Il mio nome è vendetta (2022)

### Scenografia
- Almost Blue (2000)
- Il derviscio (2000)
- Salvo D'Acquisto (2003)
- Il siero della vanità (2004)
- Ovunque sei (2004)
- La signora delle camelie (2005)
- Pompei, ieri, oggi, domani (2007)
- Giuseppe Moscati - L'amore che guarisce (2007)
- Io non dimentico (2008)
- Il falco e la colomba (2009)
- Puccini (2009)
- A Natale mi sposo (2010)
- Preferisco il paradiso (2010)
- Che Dio ci aiuti (2011)
- Un passo dal cielo (2011)
- Mia and Me (2011)
- Maria di Nazaret (2012)
- Santa Barbara (film)
- Le mille e una notte - Aladino e Sherazade (2012)
- Anna Karenina (2013)
- Anita B. (2014)
- La bella e la bestia (2014)
- Luisa Spagnoli (2016)
- I bastardi di Pizzofalcone (2019)